# Clemens von Grumbkow
Clemens von Grumbkow (Leimen, 22 luglio 1983) è un ex rugbista a 15 tedesco, in carriera attivo nel ruolo di tre quarti ala e 48 volte internazionale tra il 2003 e il 2018.

## Biografia
Clemens von Grumbkow iniziò la pratica rugbistica giovanissimo, nel 1990; crebbe nel SC Neuenheim, club del Baden-Württemberg non lontano dalla sua città natale e da Heidelberg; con tale squadra si aggiudicò, nel 2003 e nel 2004, due titoli consecutivi di campione di Germania.
Fu ingaggiato quindi in Francia dall'Orléans, club di Fédérale 1 (terza divisione) nel quale rimase tre stagioni.
Nel 2009 fu in Italia ai Cavalieri, club di Prato neopromosso in Super 10.
Nel 2012 si trasferì di nuovo in Francia per giocare con Dax, per poi tornare ai Cavalieri nel 2013.
Esordiente in nazionale tedesca nel 2006 vanta la partecipazione nel campionato europeo, della cui seconda divisione fu campione nell'anno di debutto.

## Palmarès
- Bundesliga: 3
Neuenheim: 2002-03, 2003-04
Heidelberg RK: 2014-15